# Céline Couderc
Pour les articles homonymes, voir Couderc.
Céline Couderc, née le 11 mars 1983 à Avignon, est une nageuse française.

## Club
- C. N. Alès

## Palmarès

### Championnats d'Europe de natation
- Championnats d'Europe de natation 2004 à Madrid
  -  Médaille d'or du relais 4 × 100 m nage libre
  -  Médaille d'argent du  relais 4 × 200 m nage libre
- Championnats d'Europe de natation 2006 à Budapest
  -  Médaille de bronze du relais 4 × 100 m nage libre
  -  Médaille de bronze du relais 4 × 100 m 4 nages

### Autres
- Championne du monde universitaire 2003 au titre du relais 4 × 100 m nage libre